# Rafael Cruz
Rafael Cruz (Humacao, 7 novembre 1997) è un pallavolista portoricano, nel ruolo di schiacciatore.

## Carriera

### Club
La carriera di Rafael Cruz inizia nei tornei scolastici dell'Indiana con la Center Grove HS. Dopo il diploma è di scena nella lega universitaria NAIA Division I con la Campbellsville, dove gioca per un quinquennio. Fa il suo debutto nella pallavolo professionistica disputando la NVA 2021 con gli LA Blaze e, al termine degli impegni con la franchigia californiana, disputa la Liga de Voleibol Superior Masculino 2021 coi Caribes de San Sebastián. Dopo aver disputato la NVA 2022 sempre con gli LA Blaze, nella stagione 2022-23 viene ingaggiato dal Vestsjælland, nella VolleyLigaen danese. 
Partecipa quindi al solo primo turno della NVA 2023 coi neonati Puerto Rico Pythons, facendo in seguito ritorno agli LA Blaze, ed è poi brevemente di scena nella Liga de Voleibol Superior Masculino 2023 coi Plataneros de Corozal.